# Heimschaffungsaktion
La Heimschaffungsaktion, il programma di rimpatrio (in inglese Repatriation Ultimatum), si riferisce a una serie di ultimatum inviati dalla Germania nazista nel 1942 e nel 1943, destinati sia ai governi degli Stati appartenenti all'Asse che degli Stati neutrali allineati, per chiedere il rimpatrio principalmente dei cittadini ebrei presenti nell'Europa occupata dai tedeschi. L'ultimatum avvertiva che chiunque non fosse stato "rimpatriato" sarebbe stato "incluso nelle misure generali riguardanti gli ebrei". Le risposte all'ultimatum sono ampiamente studiate nell'ambito della ricerca sulla risposta internazionale all'Olocausto.

## Descrizione
Prima dell'emanazione degli ultimatum, nel 1941 alcuni ebrei non tedeschi furono detenuti dopo i rastrellamenti di massa, provocando le proteste dei diversi governi per le violazioni del diritto internazionale, successivamente la maggior parte degli individui fu rilasciata ed esentata dalle misure antisemite in vigore come l'obbligo di indossare il distintivo giallo: i funzionari tedeschi temevano che un'ulteriore detenzione avrebbe potuto portare a rappresaglie contro gli interessi tedeschi all'estero. Di fatto, l'ultimatum offrì ai governi stranieri la possibilità di accettare l'espulsione forzata degli ebrei o di negare loro i diritti. Quando un Paese decideva di non espatriare i propri cittadini, le autorità tedesche richiedevano una dichiarazione scritta in cui si affermava che il governo in questione "non era interessato alla sorte degli altri ebrei che i tedeschi consideravano loro cittadini". Come osservò lo storico Corry Guttstadt, «si trattava, in effetti, di una richiesta tedesca per una "dichiarazione di consenso" alla deportazione di questi ebrei» e alla loro definitiva uccisione.
I primi a ricevere gli ultimatum furono gli alleati della Germania nazista e si limitarono ai cittadini residenti nella Francia occupata dai tedeschi. La Romania e la Bulgaria ricevettero l'ultimatum nel settembre 1942 e fornirono il loro consenso all'applicazione delle "misure generali" previste. In seguito, nello stesso mese, furono emessi gli ultimatum destinati a Italia e Ungheria, mentre Finlandia e Danimarca ricevettero l'ultimatum all'inizio del 1943, la Danimarca era rimasta teoricamente indipendente nonostante fosse sotto l'occupazione tedesca già dall'aprile 1940. Anche Svizzera e Turchia, entrambi Stati neutrali, ricevettero l'ultimatum nel settembre 1942, così come Spagna, Portogallo, Svezia e diversi Paesi dell'America Latina ricevettero l'ultimatum all'inizio del 1943. L'ultimatum fu esteso agli ebrei di tutta l'Europa occidentale e centrale nel maggio 1943 e successivamente alla Grecia occupata.
La maggior parte dei Paesi reagirono in maniera blanda alla richiesta di rimpatriare gli ebrei. Ad esempio, si ritiene che circa 100 ebrei argentini siano stati sterminati durante l'Olocausto dopo che i diplomatici argentini a Parigi e Berlino rifiutarono il loro rimpatrio.